# Ariel Miramontes
Ariel Miramontes Flores (Ciudad de México, México; 31 de julio de 1970) es un actor y comediante mexicano mejor conocido por su papel de Albertano o Albertano Santacruz, que se hiciera famoso en la serie de comedia María de Todos los Ángeles.

## Biografía
Ariel Miramontes estudió Artes Dramáticas en el INBA, a pesar de haber comenzado la carrera en Ciencias de la Comunicación.

## Filmografía

### Televisión
| Año               | Título                       | Personaje           | Notas             |
| ----------------- | ---------------------------- | ------------------- | ----------------- |
| 1999-2001         | Humor es... Los Comediantes  | Varios              | Comediante        |
| 2009-2014         | María de Todos los Ángeles   | Albertano Santacruz | Coprotagonista    |
| 2016-2020         | Nosotros los guapos          | Albertano Santacruz | Protagonista      |
| 2021              | Un rescate de huevitos       | Master Chef         | Voz               |
| 2022              | Albertano contra los mostros | Albertano Santacruz | Protagonista      |
| 2022              | Tal para cual                | Albertano Santacruz | Invitado Especial |
| 2023 - a la fecha | El príncipe del barrio       | Albertano Santacruz | Protagonista      |

### Teatro
| Año               | Título               | Personaje | Notas      |
| ----------------- | -------------------- | --------- | ---------- |
| 2023 - a la fecha | Lagunilla, mi barrio | Varios    | Comediante |